# Grand-peur et misère du IIIe Reich
Furcht und Elend des Dritten Reiches, traduit en français par Grand-peur et misère du IIIe Reich, est une pièce de théâtre écrite par Bertolt Brecht entre 1935 et 1938, avec la collaboration de Margarete Steffin.

## Histoire
Les vingt-quatre scènes qui composent la pièce dressent un portrait de la société allemande depuis l’avènement d’Hitler jusqu’aux prémices de la guerre sans toutefois suivre une chronologie rigoureuse. Brecht s’est directement inspiré de récits de témoins oculaires et d’extraits de journaux pour composer ce texte qui montre l’enracinement profond du régime nazi dans toutes les sphères du peuple allemand.
On y voit tour à tour la bourgeoisie, le corps médical, la justice, les enfants, les prisonniers, etc. évoluer face au régime.
Le Mouchard est une des vingt-quatre scènes qui composent cette pièce. Elle raconte l'histoire d'un couple allemand qui est persuadé que leur enfant est parti les dénoncer à la Gestapo car le père, bien que patriote, vient de formuler quelques critiques envers le régime. Cette scène exprime fort bien le climat de suspicion, la politique de délation, l’atmosphère de paranoïa et d'endoctrinement qui régnaient sous le IIIe Reich.

## Traductions françaises
- 2014 : Grand-peur et misère du Troisième Reich, traduction annotée et postface par Pierre Vesperini ; L'Arche éditeur, Paris.

## Scènes
1. Communauté du peuple
2. La Trahison
3. La Croix de craie
4. Soldats du marécage
5. Service public
6. Trouver le droit
7. Maladie professionnelle
8. Physiciens
9. La Femme juive
10. Le Mouchard
11. Les Chaussures noires
12. Service du travail
13. L'Heure de l'ouvrier
14. La Caisse
15. Celui qu'on a relâché
16. Secours d'hiver
17. Deux boulangers
18. Le Paysan nourrit la truie
19. Le Combattant de la première heure
20. Le Sermon sur la montagne
21. Le Mot d'ordre
22. Dans les casernes, on apprend le bombardement d'Almeria
23. Politique de l'emploi
24. Consultation populaire[1]

## Productions dans la francophonie

### France
- 2002 : mise en scène de Philippe Perrussel, au Théâtre 13 (Paris), avec Alain Hitier, Dominique Jayr, Philippe Perrussel, Michel Duchemin.
- 2025 : mise en scène de Julie Duclos au théâtre de l'Odéon (Paris), avec Rosa-Victoire Boutterin, Daniel Delabesse, Philippe Duclos, Pauline Huruguen, Yohan Lopez, Stéphanie Marc, Mexianu Medenou, Barthélémy Meridjen, Étienne Toqué, Myrthe Vermeulen.